# Monica Zetterlund

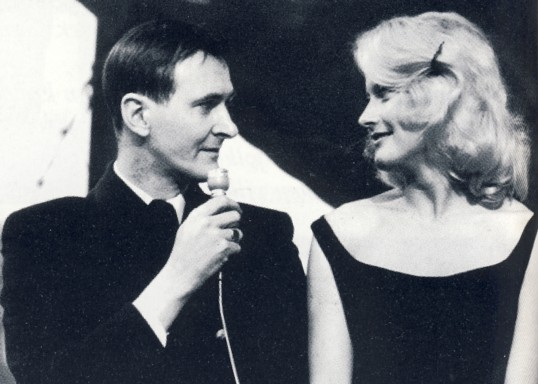
Monica Zetterlund in 1967

Monica Zetterlund, geboren als Monica Nilsson (Hagfors, 20 september 1937 – Stockholm, 12 mei 2005) was een Zweeds zangeres en actrice.
Ze verscheen in meer dan 20 films en televisieseries. Ze was vooral bekend als zangeres, meer bepaald jazzzangeres. Met Bill Evans nam ze het album Waltz for Debby op in 1964, ze was een voorbeeld voor vele jonge Zweedse zangers. Met En gång i Stockholm won ze in 1963 Melodifestivalen en mocht ze zo Zweden vertegenwoordigen op het Eurovisiesongfestival. Op het songfestival had ze minder succes: een laatste plaats met de gevreesde 0 punten, maar desondanks bleef ze erg succesvol in Zweden.
In 1999 moest ze afscheid nemen van de showbusiness omdat ze aan scoliose leed. Ze overleed in 2005 bij een toevallige brand in haar appartement. In 2013 werd over haar de biografische speelfilm Monica Z gemaakt. Ze werd in 2014 opgenomen in de Swedish Music Hall of Fame.

## Discografie (in Nederland uitgebracht)

### Albums
- 1964: Waltz for Debby (met Bill Evans)
- 1971/1992: Nu är det skönt att leva
- 1975: Hej, man!
- 1977: It Only Happens Every Time
- 1983: Monica Zetterlund sjunger Olle Adolphson
- 1984: Sjunger Olle Adolphson
- 1989: Monica Z
- 1991: Varsamt
- 1991: Sakta vi gå genom stan
- 1992: Waltz for Debby
- 1993: Topaz
- 1995: Ett lingonris som satts i cocktailglas
- 1996: The lost tapes (1996 album opgenomen New York Maart 1960) (met Zoot Sims, Thad Jones, Jimmy Jones, Milt Hinton, Al Hall, Bobby Donaldson, Osie Johnson)
- 1997: Det finns dagar
- 1998: Gyllene blad ur Monicas dagbok
- 1999: Monica Zetterlund sjunger Olle Adolphson
- 2000: Bill Remembered – A Tribute To Bill Evans
- 2001: Monicas Bästa
- 2005: Z – Det bästa med Monica Zetterlund
- 2008: Sakta vi gå genom stan – Det bästa med Monica
- ####: Swedish Sensation

## Filmografie
- 1972: Das neue Land (Nybyggarna)

1958: Alice Babs · 
1959: Brita Borg · 
1960: Siw Malmkvist · 
1961: Lill-Babs · 
1962: Inger Berggren · 
1963: Monica Zetterlund · 
1965: Ingvar Wixell · 
1966: Lill Lindfors & Svante Thuresson · 
1967: Östen Warnerbring · 
1968: Claes-Göran Hederström · 
1969: Tommy Körberg · 
1971: Family Four · 
1972: Family Four · 
1973: Nova · 
1974: ABBA · 
1975: Lasse Berghagen · 
1977: Forbes · 
1978: Björn Skifs · 
1979: Ted Gärdestad · 
1980: Tomas Ledin · 
1981: Björn Skifs · 
1982: Chips · 
1983: Carola · 
1984: Herreys · 
1985: Kikki Danielsson · 
1986: Lasse Holm & Monica Törnell · 
1987: Lotta Engberg · 
1988: Tommy Körberg · 
1989: Tommy Nilsson · 
1990: Edin-Ådahl · 
1991: Carola · 
1992: Christer Björkman · 
1993: Arvingarna · 
1994: Marie Bergman & Roger Pontare · 
1995: Jan Johansen · 
1996: One More Time · 
1997: Blond · 
1998: Jill Johnson · 
1999: Charlotte Nilsson · 
2000: Roger Pontare · 
2001: Friends · 
2002: Afro-Dite · 
2003: Fame · 
2004: Lena Philipsson · 
2005: Martin Stenmarck · 
2006: Carola · 
2007: The Ark · 
2008: Charlotte Perrelli · 
2009: Malena Ernman · 
2010: Anna Bergendahl · 
2011: Eric Saade · 
2012: Loreen · 
2013: Robin Stjernberg · 
2014: Sanna Nielsen · 
2015: Måns Zelmerlöw · 
2016: Frans · 
2017: Robin Bengtsson · 
2018: Benjamin Ingrosso · 
2019: John Lundvik · 
2021: Tusse · 
2022: Cornelia Jakobs · 
2023: Loreen · 
2024: Marcus & Martinus · 
2025: KAJ
- Bibsys: 90847857
- Biblioteca Nacional de España: XX1599973
- Bibliothèque nationale de France: cb14241422j (data)
- Gemeinsame Normdatei: 119161990
- International Standard Name Identifier: 0000 0000 5936 5718
- KulturNav: b791bc35-eed9-403a-ad4d-af82c102fb30
- Library of Congress Control Number: n94013073
- MusicBrainz: cc4c4d9d-1598-4c86-9158-4a39fa97e6ff
- Nationale Bibliotheek van Israël: 987007342235305171
- Nederlandse Thesaurus van Auteursnamen: 101948190
- LIBRIS: 225970
- Système universitaire de documentation: 19786208X
- Virtual International Authority File: 37128483